# Call of Duty: Modern Warfare Remastered
Call of Duty: Modern Warfare Remastered é um jogo de tiro em primeira pessoa de 2016 desenvolvido pela Raven Software e publicado pela Activision. É uma versão remasterizada do jogo de 2007 Call of Duty 4: Modern Warfare, e foi inicialmente lançado como parte dos pacotes de edição especial de Call of Duty: Infinite Warfare em novembro de 2016 para Microsoft Windows Xbox One e PlayStation 4. Uma versão autônoma foi lançada para essas plataformas em meados de 2017. A história do jogo segue o Corpo de Fuzileiros Navais dos Estados Unidos (USMC) e o Serviço Aéreo Especial (SAS), que assumem missões para lutar contra um grupo separatista no Oriente Médio e um grupo ultranacionalista na Rússia.
O desenvolvimento começou depois que uma petição online solicitando uma remasterização de Modern Warfare começou a circular. A Activision contratou a Raven Software - que havia ajudado no desenvolvimento de jogos anteriores de Call of Duty - para desenvolver Modern Warfare Remastered, enquanto o desenvolvedor original Infinity Ward supervisionava. Modern Warfare Remastered apresenta extensos aprimoramentos gráficos, animações atualizadas e efeitos sonoros originais revisados, bem como novos. Ele mantém a jogabilidade principal original, com pequenos ajustes. Novo conteúdo multijogador e conquistas e truques adicionais para um jogador estão incluídos.
Os críticos elogiaram Modern Warfare Remastered por seus gráficos aprimorados, som revisado e variedade de outras modificações. Eles elogiaram a jogabilidade pelo que foi considerado uma campanha single-player desafiadora e inovadora quando comparada aos jogos posteriores da série. O modo multiplayer foi elogiado por sua simplicidade e frescor. As críticas se concentraram no modo multiplayer por equilibrar problemas e no modo single-player por seu ritmo e inteligência artificial. Modern Warfare Remastered tornou-se objeto de controvérsia após as decisões da Activision de lançá-lo inicialmente apenas como parte de um pacote, incluir microtransações e, aos olhos dos jogadores, sobrecarregar tanto o conteúdo para download (DLC) quanto a versão autônoma do jogo.

## Jogabilidade

Jogabilidade típica de uma partida multijogador. No clipe, o jogador mata vários jogadores inimigos no time adversário, desbloqueando a habilidade de usar killstreaks, enquanto é premiado com medalhas.

Call of Duty: Modern Warfare Remastered apresenta a mesma jogabilidade central da versão original: é um jogo de tiro em primeira pessoa no qual o jogador controla vários personagens durante a campanha solo, alternando de um para outro entre as missões. Inclui algumas modificações que consistem em ajuste de tempo para animações de jogabilidade existentes, enquanto permanece quase idêntico às suas contrapartes originais. Na posição deitada, os braços e a arma equipada do personagem do jogador ficam visíveis. No modo multijogador, os jogadores podem realizar uma provocação, permitindo-lhes inspecionar o exterior de sua arma, por exemplo, com a intenção de humilhar um oponente derrotado.
A campanha single-player é quase idêntica à original. Ela mantém os mesmos itens colecionáveis e cheats enquanto adiciona vários outros destes últimos. O jogo oferece suporte total para troféus da PlayStation Network e conquistas do Xbox Live — os troféus estavam ausentes do Modern Warfare porque o jogo foi lançado antes de serem introduzidos — ao incluir vários novos desafios.
Modern Warfare Remastered apresenta uma versão atualizada do modo multijogador que compartilha semelhanças com aqueles apresentados em jogos Call of Duty posteriores. Inclui as mesmas armas, killstreaks — recompensas obtidas que permitem ao jogador localizar oponentes ou chamar aeronaves militares para atacá-los—vantagens e modos de jogo como Modern Warfare. Modos existentes em outras parcelas estão incluídos, como "Gun Game", no qual o jogador recebe uma nova arma cada vez que mata um oponente, e "Hardpoint", envolvendo jogadores tentando proteger e defender uma área designada do time adversário. Novos modos como "Prop Hunt", onde os jogadores se escondem como objetos inanimados da oposição, também são introduzidos. Medalhas é outro recurso incorporado presente em jogos anteriores. Elas são concedidas aos jogadores se circunstâncias específicas forem atendidas ao matar um oponente. O modo multijogador oferece uma variedade maior de opções de personalização para personalização de perfil, armas e personagens. O jogo também adicionou armas. Todo o novo conteúdo pode ser desbloqueado completando desafios, criando ou comprando moeda do jogo por meio de microtransações.

## Enredo
Call of Duty: Modern Warfare Remastered apresenta o mesmo enredo do jogo original. O jogador controla principalmente o recruta britânico do Serviço Aéreo Especial (SAS), Sargento John "Soap" MacTavish, começando com sua inscrição no 22º Regimento SAS. O jogador também controla o membro do United States Marine Corps (USMC), Sargento Paul Jackson, durante cinco dos níveis do Ato 1. O oficial do SAS Capitão John Price é jogável em duas missões de flashback de 1996, quando ele era tenente.  O jogador assume ainda o papel de um operador de TV de imagem térmica americano a bordo de um helicóptero de ataque Lockheed AC-130 durante um nível, e um agente britânico infiltrando um avião sequestrado para salvar um VIP em outro. Finalmente, o jogador controla Yasir Al-Fulani, o presidente de um país não identificado do Oriente Médio antes de ser executado, embora ele não tenha liberdade de ação além de virar a cabeça.
Enquanto os Estados Unidos invadem um pequeno país rico em petróleo do Oriente Médio após um golpe de estado do extremista Khaled Al-Asad, um esquadrão britânico SAS se infiltra em um navio de carga que transporta um dispositivo nuclear. Jatos inimigos afundam o navio, mas a equipe SAS escapa com seu manifesto e segue para a Rússia para resgatar seu informante, codinome "Nikolai", do partido Ultranacionalista. Inteligência dessas operações indica que Al-Asad tem um dispositivo nuclear russo. Os militares dos EUA lançam um ataque ao seu palácio, mas o dispositivo nuclear é detonado, destruindo a maior parte da cidade e todos nela.
A equipe SAS rastreia Al-Asad no Azerbaijão e descobre que ele estava trabalhando com Imran Zakhaev, o líder do partido Ultranacionalista. A missão então retrocede 15 anos, onde o Capitão Price, que era um Tenente, é enviado junto com seu oficial comandante, Capitão MacMillan, em uma tentativa frustrada de assassinato de Zakhaev em Pripyat, Ucrânia. Após matar Al-Asad, a equipe SAS, com o apoio da Marine Force Recon dos EUA e dos lealistas russos, tenta capturar o filho de Zakhaev, Victor, e descobrir seu paradeiro. Eles emboscam Victor, mas ele comete suicídio. Em resposta, Zakhaev toma o controle de uma instalação de lançamento nuclear. Uma operação conjunta é lançada para retomar o local, mas Zakhaev lança mísseis balísticos intercontinentais na Costa Leste dos EUA. As equipes conjuntas conseguem invadir a instalação e destruir remotamente os mísseis antes de fugir da área.
As forças de Zakhaev prendem a força conjunta em fuga em uma ponte, e durante a luta muitos são mortos. Ele chega, mas um helicóptero legalista o distrai. O jogador atira e mata Zakhaev com sua pistola antes de ser atendido pelas forças legalistas.

## Desenvolvimento
A Activision se interessou por uma remasterização de Call of Duty 4: Modern Warfare após a circulação de uma petição online. A editora abordou a Raven Software, que auxiliou no desenvolvimento de jogos anteriores de Call of Duty, para ser o desenvolvedor principal; Infinity Ward atuaria como produtor executivo. O diretor de estúdio da Raven, David Pellas, lembrou que todos os funcionários da Raven concordaram em realizar uma remasterização. Os desenvolvedores se comprometeram a se concentrar durante todo o desenvolvimento na redefinição do termo remaster, respeitando o jogo original. Grande parte do Modern Warfare foi "reconstruído [...] do zero" através da revitalização de seu código-fonte, materiais, layouts e efeitos que a Infinity Ward permitiu que Raven acessasse. O jogo roda em um resolução nativa de 1080p (aumentado para 4K na versão PlayStation 4 Pro) a 60 quadros por segundo, e usa a última interação do motor IW Engine da série.
Raven queria que o remaster proporcionasse uma experiência fiel aos fãs de Modern Warfare. Eles buscavam conectar os novatos a um mundo ao qual os jogadores estavam acostumados nos jogos Call of Duty mais recentes, embora um que refletisse a realidade. Para ajudar na tomada de decisão, a Raven vasculhou sites de mídia social para encontrar jogadores ativos de Modern Warfare para entender o que eles gostariam de um relançamento do jogo. Pellas observou que o risco de reações negativas dos fãs resultantes de mudanças no original e o desejo de atender às expectativas eram assustadores para a Raven; eles foram encorajados por seu princípio principal de manter a jogabilidade inalterada. Ajustes sutis foram feitos no tempo das animações de jogo existentes, como a transição entre mirar um rifle de precisão e a sobreposição da mira aparecendo, mas eles foram projetados para serem o mais idênticos possível ao original.
Ao trazer os visuais do Modern Warfare para os padrões modernos, melhorias nos ambientes foram projetadas usando um procedimento chamado "paint-over": esquemas de cores foram estabelecidos e capturas de tela foram tiradas dos níveis do Modern Warfare antes de serem sobrepostos com arte conceitual. Raven queria dar aos ambientes um senso de história para evitar que parecessem genéricos, com mais detalhes visuais sendo integrados a eles. O jogo usou texturas e mapeamento melhorados, efeitos e iluminação; objetos foram remodelados e novos recursos, como física realista, foram usados para mover materiais como roupas. A remasterização se tornou o primeiro jogo Call of Duty a permitir que cada arma ejetasse munição usada com precisão para aquele tipo, o que era conseguido através das balas inseridas que permaneciam na arma antes da ejeção; balas idênticas separadas daquelas inseridas eram ejetadas em jogos anteriores. A Raven enfrentou alguns problemas ao remasterizar os gráficos, já que a remasterização usou uma versão muito melhorada do motor da série. Como resultado, vários dos recursos visuais de Modern Warfare não eram adequados para a nova tecnologia, exigindo que os desenvolvedores os aprimorassem ou os refizessem. O movimento de personagem não jogável foi melhorado para ser mais realista. Várias novas animações em primeira pessoa foram adicionadas à campanha single-player para imersão durante certas cenas e para melhorar como a câmera fazia uso do corpo do personagem do jogador.
A remasterização do áudio do jogo incluiu reverberação, profundidade e efeitos espaciais; um exemplo que um desenvolvedor da Raven observou foi que, "Dispor vários sons agora faz uma grande diferença." Uma série de outros exemplos de som não presentes em Modern Warfare foram usados. A música original e as performances vocais foram mantidas, embora o diálogo árabe de Al-Asad tenha sido alterado e regravado para representar as legendas em inglês do jogo com mais precisão. Outras pequenas alterações no diálogo incluíram o ajuste da ordem de várias linhas e a inclusão de novas no nível de treinamento do jogo. seguindo o feedback negativo dos jogadores na convenção de jogos Call of Duty: XP 2016, os desenvolvedores reverteram as mudanças nos locutores do modo multijogador. Da mesma forma, o áudio da arma foi revisado para se assemelhar mais ao encontrado no jogo original.
Além do processo de remasterização, o jogo continha uma série de novos recursos. O conteúdo do modo multijogador inicialmente permaneceu praticamente inalterado. Dez dos dezesseis mapas originais foram apresentados no lançamento, depois que os desenvolvedores perceberam que não poderiam remasterizar todos os mapas até a data de lançamento; os seis restantes foram lançados como uma atualização gratuita várias semanas depois. A Raven deu suporte ao modo multijogador a partir de dezembro de 2016 para manter os jogadores investidos no jogo, introduzindo tipos de personalização cosmética e novas armas corpo a corpo dentro de um modelo de negócios. Isso inclui um sistema de Loot box, caixas virtuais marcadas no jogo como "supply drops", que contêm itens aleatórios. Os supply drops são obtidos após a compra de moeda do jogo chamada Call of Duty Points (CP) ou com Depot Credits ganhos jogando. As peças são outra moeda do jogo usada para criar itens, adquiridas em supply drops ou de itens duplicados. Raven publicou listas de reprodução e eventos sazonais, que introduziram novos, mas semelhantes, conteúdos de personalização, modos multijogador e variantes de mapas existentes. Outras armas de fogo e armas brancas foram incorporadas durante esses eventos junto com outras atualizações do jogo.

## Marketing e Lançamento
Notícias de Call of Duty: Modern Warfare Remastered vazaram no Reddit em 27 de abril de 2016, antes de seu anúncio oficial. O vazamento incluiu uma captura de tela de um cartão de reserva para a rede de varejo Target com a Legacy Edition de Call of Duty: Infinite Warfare e o pacote remaster. Um tweet em resposta na conta oficial do Call of Duty no Twitter no mesmo dia incluiu dois emojis em resposta ao tweet de um fã de 2014 expressando entusiasmo com a possibilidade de uma remasterização de Modern Warfare, aparentemente confirmando sua existência. Em 29 de abril de 2016, um anúncio vazado de um varejista para Infinite Warfare revelou que Modern Warfare Remastered incluiria a campanha para um jogador e dez mapas multijogador.
Modern Warfare Remastered foi anunciado oficialmente em 2 de maio de 2016, durante o trailer de revelação de Infinite Warfare. O jogo foi apresentado na Electronic Entertainment Expo de 2016, mostrando um trailer de sua campanha. Ele revelou que os usuários do PlayStation 4 que compraram antecipadamente o pacote de edição especial do Infinite Warfare pode jogar a campanha do Modern Warfare Remastered 30 dias antes de sua data de lançamento como parte do acordo de exclusividade da Sony com a Activision. Um vídeo de gameplay da missão "Crew Expendable" do Modern Warfare Remastered foi lançado online em 14 de julho de 2016. O modo multijogador do jogo foi revelado durante a convenção Call of Duty: XP 2016, e os participantes puderam tocá-lo primeiro. Em setembro de 2016, foram lançados trailers para os modos um jogador e multijogador.
Modern Warfare Remastered foi lançado mundialmente em 4 de novembro de 2016, para o Microsoft Windows, Xbox One e PlayStation 4 como parte das edições Legacy, Legacy Pro e Digital Deluxe de Infinite Warfare. Na época, o jogo estava disponível apenas comprando uma dessas edições de Infinite Warfare; com versões físicas, Modern Warfare Remastered só podia ser jogado via disco de jogo de Infinite Warfare. A Activision confirmou que o Infinite Warfare deve ser instalado permanentemente para usar o remaster incluído. Em junho de 2017, uma versão autônoma de Modern Warfare Remastered foi anunciada junto com seu trailer; o jogo foi lançado para o PlayStation 4 em 27 de junho de 2017, seguido pelo Xbox One e Windows exatamente um mês depois.
Em 8 de março de 2017, a Activision anunciou que uma versão remasterizada do conteúdo para download (DLC) Variety Map Pack, originalmente lançado para Modern Warfare, seria disponibilizado para Modern Warfare Remastered. Ele inclui os mesmos quatro mapas e 10 suprimentos raros. O pacote de mapas foi lançado como uma compra separada para o PlayStation 4 em 21 de março de 2017, e para o Xbox One e Windows exatamente um mês depois; não foi incluído em nenhuma versão de varejo do Modern Warfare Remastered.

## Recepção
Call of Duty: Modern Warfare Remastered recebeu "críticas geralmente favoráveis", de acordo com o agregador de críticas Metacritic. Push Square descreveu o jogo como "um remake ridiculamente fiel" que "enfeita um antigo pacote de cuidados para uma era mais moderna quase perfeita". a IGN usou o prêmio de "Melhor Remasterização" em 2016 para elogiá-lo.
Os críticos elogiaram os gráficos aprimorados, o som revisado e outras modificações. A Push Square e a GQ acharam que a remasterização parecia e soava como um lançamento moderno, chamando-o de "nada menos que um feito profundo e "uma incrível revisão técnica". Vários acharam que o jogo era mais parecido com um remake, graças à variedade de aprimoramentos. a Destructoid elogiou as diferenças "sutis", destacando as áreas de nível que pareciam mais vivas e os aprimoramentos nas cinemáticas em primeira pessoa. Embora elogiando seu escopo, alguns consideraram que os gráficos não eram muito avançados e ocasionalmente exibiam pequenas deficiências.
O cenário moderno e a jogabilidade central da campanha para um jogador foram elogiados. Os críticos viram a narrativa como "com visão de futuro" e sincera, e tendo ultrapassado os limites da narrativa no gênero de tiro em primeira pessoa; Outros foram lembrados de como a campanha havia perdurado por muito tempo com os fãs como resultado. Destructoid entiu que a história já havia sido superada por sua concorrência, mas que ainda valia a pena jogar por causa da variedade de missões e da relação entre Soap e Price. A jogabilidade foi considerada agradavelmente desafiadora e urgente, com o revisor da IGN observando que isso os fez se sentir "relativamente sobrecarregados, sobrecarregados e mais desesperados". O design de níveis do jogo, as peças definidas e a ênfase no trabalho em equipe atraíram mais elogios.
O modo multijogador recebeu elogios semelhantes. a Push Square apreciou sua fidelidade ao original. Destructoid elogiou o design do mapa e elogiou a jogabilidade por ser acolhedora para jogadores mais casuais, exigindo apenas habilidade e agilidade moderadas. Os críticos consideraram o modo "refrescante" e tão agradável quanto as versões mais rápidas das parcelas mais recentes de Call of Duty. Comparações foram feitas com Infinite Warfare; alguns pensaram que o design mais simples de Modern Warfare Remastered mostrou que "menos pode ser mais" e gostaram que permitisse diferentes estilos de jogo.
Certos aspectos que se pensava terem envelhecido mal ou precisavam de melhorias foram examinados. Os críticos atribuíram isso ao desejo de preservar a autenticidade de Modern Warfare para os fãs. O modo multijogador foi descrito como "desatualizado" e criticado por equilibrar problemas envolvendo vantagens e armas poderosas e por sua detecção de colisão. a IGN sentiu que muitos dos mapas multiplayer e níveis de campanha não eram inspirados e projetados principalmente para os jogadores usarem cobertura; VG247 criticou o design de níveis por direcionar os jogadores por um caminho linear que nem sempre parecia ser o caminho correto. Hardcore Gamerdesaprovou a decisão de manter inimigos infinitamente gerados na campanha e sentiu que as armas encontradas nos níveis eram "barebones" em comparação com aquelas com as quais o jogador começa. Alguns sentiram que a narrativa sofria de problemas de ritmo. Vários críticos notaram problemas persistentes com a inteligência artificial, descrevendo o comportamento do inimigo como "confiar em números, em vez de astúcia" e que os aliados muitas vezes atrapalhavam o jogador.

### Versão do Windows
Os jogadores criticaram a versão Windows de Modern Warfare Remastered por vários motivos. No Steam, ele recebeu principalmente avaliações negativas dos usuários; as reclamações citaram desempenho ruim, vários hackers e uma baixa contagem de jogadores. Os jogadores sentiram que a Activision falhou em fornecer suporte adequado para o PC em favor das versões de console do jogo, uma característica que havia sido aparente com as parcelas anteriores da série. PC Gamer observou que o jogo exigia um PC capaz para rodar bem. Eles criticaram o modo multijogador por não incluir servidores personalizados e a falta de jogadores ativos. Como parte de seu envolvimento próximo no desenvolvimento do jogo, David Pellas testou a versão para PC; ele declarou antes de seu lançamento que "jogou incrivelmente" e teve uma taxa de quadros "fantástica", embora reconhecesse que havia sido jogado em um PC de jogos de última geração.
em meados de agosto de 2024, o remasterizado ficou em terceiro lugar na lista de mais vendidos do Steam, vários dias antes de um mod feito por fãs para o jogo ser lançado. o mod recriou o modo multijogador de Call of Duty: Modern Warfare 2 de 2009, já que a versão remasterizada de 2020 de Modern Warfare 2 inclui apenas seu modo de campanha. Um dia antes do lançamento programado, o mod foi cancelado depois que a Activision emitiu um aviso de cessação e desistência aos seus criadores.

### Pacote Infinite Warfare
Antes de seu lançamento, muitos criticaram a decisão inicial da Activision de disponibilizar Modern Warfare Remastered apenas para compra por meio de uma edição especial de Infinite Warfare. Os críticos reconheceram que Modern Warfare Remastered atraiu muito os fãs, e viram o jogo como anticonsumista, forçando os jogadores a pagar mais do que o necessário. A Hardcore Gamer chamou a mudança de "doentia", e a Push Square sentiu que era "absurda" e "uma bala na cara dos consumidores" devido à influência de Modern Warfare tanto na série quanto no gênero de tiro em primeira pessoa. Vários perceberam o pacote como uma demonstração da falta de fé da Activision em Infinite Warfare e para garantir o crescimento contínuo de Call of Duty. Outros achavam que vender Modern Warfare Remastered separadamente ainda seria próspero para a editora; O escritor de Rock, Paper, Shotgun escreveu que gastaria mais na série se os modos de parcelas futuras, como os jogos incluídos, fossem vendidos separadamente para permitir que eles comprassem aqueles em que tinham mais interesse.  A Push Square acreditava que um autônomo permitiria à Activision ganhar a confiança e o dinheiro de seus fãs. Eles preveem um influxo de cópias usadas do pacote, desvalorizando o valor de Infinite Warfare e reduzindo o número de cópias vendidas. Por outro lado, alguns descreveram a abordagem da Activision como "brilhante", vendo cada jogo do pacote como exclusivamente atraente para fãs antigos ou de longa data da série, e viram a remasterização como uma adição valiosa.

### Adição das microtransações
Ao adicionar novos conteúdos várias semanas após o lançamento de Modern Warfare Remastered, a Activision incorporou o uso de microtransações no modo multijogador, que estava ausente de Modern Warfare.  Os mineradores de dados já haviam descoberto armas escondidas nos arquivos do jogo; os fãs os consideraram uma indicação de futuros bens virtuais ou conteúdo descartado. A escolha de incluir microtransações resultou em uma reação. PCGamesNchamou a decisão de "esfregar sal na ferida" após as críticas de agrupar a remasterização com Infinite Warfare. Foram levantadas preocupações de que Modern Warfare Remastered permitiria tem vantagens de jogabilidade, semelhante à abordagem da Activision com as recentes sequências de Call of Duty. Outros criticaram o que perceberam como a Activision priorizando a receita em vez de melhorar o jogo, e ajudando a dar o exemplo para outras editoras de videogames venderem relançamentos com conteúdo novo ou omitido a um custo extra.
As opiniões sobre as microtransações pós-lançamento de Modern Warfare Remastered, particularmente em torno da implementação de novas armas não vistas em Modern Warfare, foram mistas. A Hardcore Gamer ficou desapontada com o fato de as armas estarem "trancadas atrás de [um] paywall" e dependia muito da abertura de entregas de suprimentos para obtê-las. Por outro lado, em 2019, Kotaku escreveu que, embora o sistema de loot box do jogo tivesse falhas e exigisse a execução de tarefas repetitivas para aqueles que não estavam dispostos a gastar dinheiro, parecia mais gratificante e menos explorador do que os oferecidos pelos jogos Call of Duty subsequentes.

### Preços de DLC e versão autônoma do jogo
Após o anúncio do Variety Map Pack remasterizado em março de 2017, a Activision foi condenada por sua decisão de que o DLC não seria gratuito. Os fãs afirmaram que, como um remaster, que geralmente inclui todos os DLCs lançados anteriormente do original, o pacote de mapas deveria ter sido lançado com o Modern Warfare Remastered quando foi lançado. Eles também acreditavam que vender o DLC por um preço mais alto do que seu lançamento original era sem princípios. A mudança foi descrita pelo jornalista de jogos James Stephanie Sterling como destacando "até que ponto a Activision pode zombar de seus clientes e escapar impune", e pelo Hardcore Gamer como "um dos maiores roubos da memória recente". O Hardcore Gamer acreditava que o aumento de preço por causa da "inflação" era errôneo; os 10 raros suprimentos que foram incluídos não tinham valor porque continham conteúdo indesejável; e poucos jogadores estavam usando os mapas de DLC. Alguns sentiram que incluir o DLC sem custo teria ajudado a superar o apoio vacilante dos fãs de longa data, após as críticas ao Infinite Warfare e o sucesso do concorrente da Electronic Arts, Battlefield 1. Por outro lado, o VG247 opinou que o DLC estava sendo vendido porque o Modern Warfare Remastered não foi vendido pelo preço total como parte do custo do pacote Infinite Warfare.
A versão autônoma de Modern Warfare Remastered recebeu críticas por não incluir o DLC e por seu preço. Alguns críticos acharam que o pacote com desconto Infinite Warfare oferecia mais valor pelo dinheiro. Rock, Paper, Shotgun criticou o custo do jogo e o DLC por serem vendidos separadamente, e considerou que o pacote não valia o preço. Eles notaram que a base de jogadores do Modern Warfare Remastered caiu significativamente no Steam nos meses anteriores, e concluíram, "O que deveria ter sido emocionante está atolado em irritação." O escritor do Destructoid também condenou as práticas comerciais da Activision em torno do Modern Warfare Remastered, expressando seu desinteresse em comprar o autônomo depois de esperar mais de meio ano por seu lançamento. Eles concluíram: "Eu poderia ter me separado de tanto dinheiro por ele no ano passado, mas não agora. É tarde demais."

## Ligações Externas
- Call of Duty: Modern Warfare Remastered no Site oficial do Call of Duty
- Call of Duty: Modern Warfare Remastered no MobyGames
- Call of Duty: Modern Warfare Remastered. no IMDb.